# Gohan (alimento)

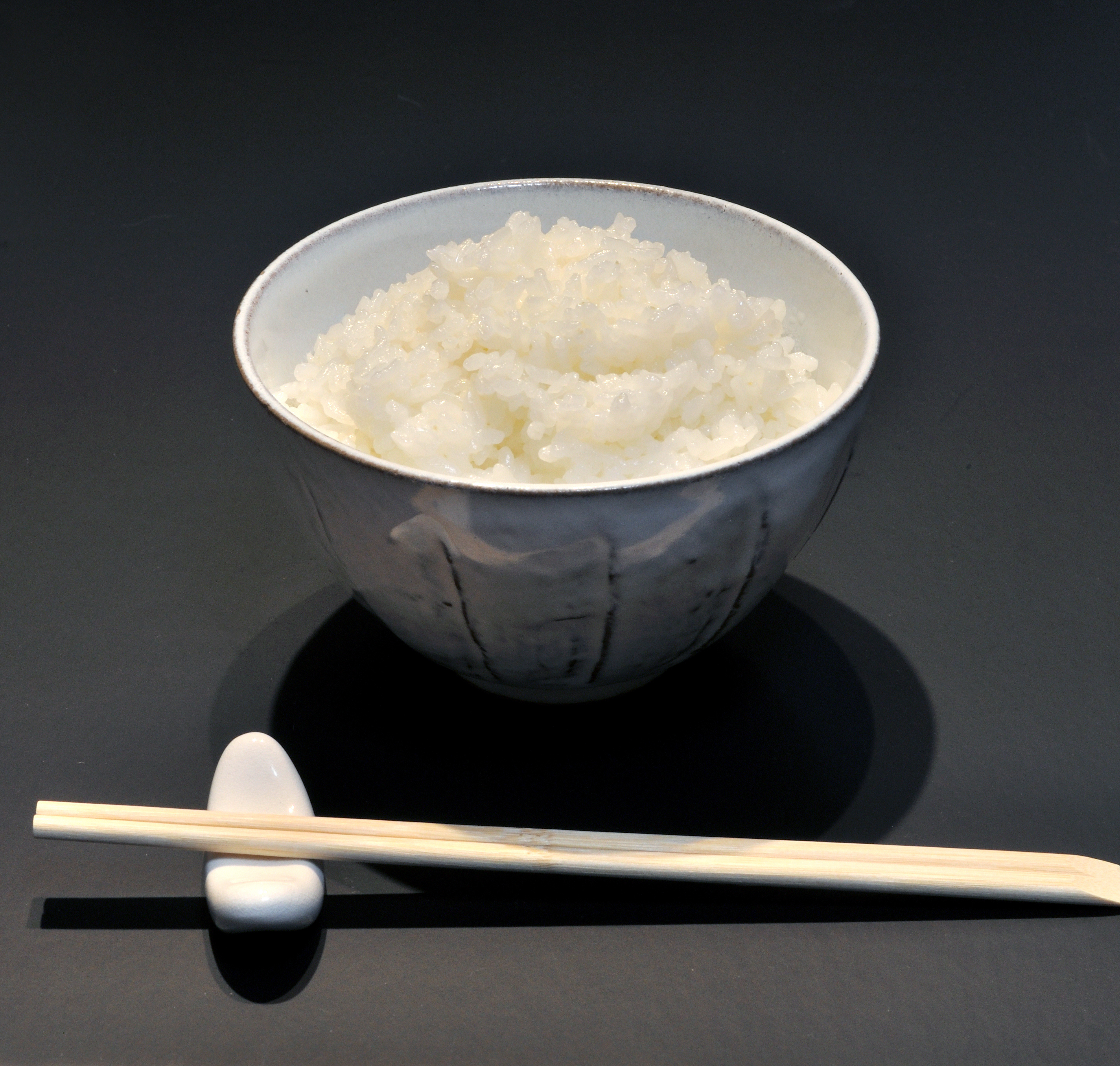
Bol con arroz blanco.

El gohan es un arroz blanco cocido que tradicionalmente acompaña las comidas japonesas.

## Características
Siempre es arroz blanco cocido sin ningún ingrediente adicional y luego se acompaña con diversidad de alimentos elaborados pero no se suele cocer con ellos. El nombre de gohan es de respeto hacia el arroz que ha dado sustento a los japoneses durante prácticamente toda su historia y se suele denominar gohan a la comida en general, tanta es la importancia de este alimento en la vida cotidiana de cualquier japonés.
Un desayuno tradicional japonés dista mucho de cualquier otro desayuno, ya que generalmente se compone de diversos ingredientes y arroz blanco, a diferencia de otros países donde la base del desayuno es una bebida tal como por ejemplo: leche, café o té, zumo, fruta y tostadas . Uno de los alimentos que más les cuesta asimilar a los japoneses es el arroz con leche porque para ellos es una incongruencia el mezclar leche con arroz y azúcar.
Pero realmente el arroz blanco al vapor, "pac fan" en cantonés, es el alimento principal en la cultura china, lo que para los occidentales es el pan blanco, o para los mexicanos la tortilla, para los chinos es el arroz blanco al vapor, recordemos que gran parte de la cultura japonesa está basada en modificaciones y adaptaciones de la cultura china. En China, todo platillo que no lleve algún tipo de harina, como los fideos o panes chinos, es siempre acompañado por el arroz blanco al vapor. 
Los platillos tradicionales chinos preparados con algún tipo de verduras y/o carnes se acompañan con arroz blanco, la forma correcta de usarlo es poner primero una cama de arroz blanco y el platillo de su elección sobre esa cama. 
- Datos: Q8567266